# Konrad Böcker
Konrad Böcker   (Leipzig, 24 d'agost de 1870 - Frankfurt del Main, 8 d'abril de 1936) va ser un gimnasta alemany que va prendre part en els Jocs Olímpics de 1896, a Atenes.
Böcker va tenir poc èxit en les proves individuals, puix va competir en barra fixa, barres paral·leles, cavall amb arcs, anelles i salt sobre cavall sense que en cap d'ells quedés entre els medallistes.
Amb tot, va guanyar dues medalles d'or formant part de l'equip alemany en les dues proves per equips, les barres paral·leles i la barra fixa.